# مارلون توريس
مارلون توريس (بالإسبانية: Marlon Torres)‏ هو لاعب كرة قدم كولومبي في مركز الدفاع، ولد في 17 أبريل 1996 في بارانكيا في كولومبيا. لعب مع أتلتيكو ناسيونال.

## وصلات خارجية
- مارلون توريس على موقع قاعدة بيانات كرة القدم.إي يو (الإنجليزية)
- مارلون توريس على موقع Soccerway.com (الإنجليزية)
- مارلون توريس على موقع عالم كرة القدم.نت (الإنجليزية)